# Bleptina pollesalis
Bleptina pollesalis là một loài bướm đêm trong họ Noctuidae.